# 대한민국 재향경우회
대한민국 재향경우회(大韓民國 在鄕警友會, Korean National Police Veterans Association)는 대한민국 경찰청 산하 법정단체이다.
전직 경찰 단체로, 서울특별시 마포구 마포대로 92에 있다.

## 설립 근거
- 대한민국재향경우회법 제1조[1]

## 연혁
- 1960년 9월: 경우회 창립총회

## 조직
총회
- 이사회
- 감사

재향경우회장
사무총장
- 기획관리본부
  - 총무기획처
  - 재정관리처
- 사업총괄본부
  - 사업처
  - 기획홍보국

출처

## 주요 직원 범죄 논란

### 관제데모 활동
박근혜 정권 당시 경우회를 동원해 관제데모를 벌인 혐의로 기소된 구재태 전 대한민국재향경우회 회장이 실형을 선고받았다. 서울중앙지법 형사합의27부(정계선 부장판사)는 2018년 5월 29일 특정경제범죄 가중처벌 등에 관한 법률(공갈) 등 혐의로 기소된 구재태 전 경우회 회장에게 징역 3년 6개월에 추징금 4000만여원을 선고했다. 재판부는 "구 전 회장 범행으로 경우회 재정은 부실해졌고, 경우회는 특정 정치인을 추종하는 관변단체로 전락했다"며 "잘못을 반성하지 않고 피해 변제도 하지 않았다"고 양형이유를 설명했다.

### 국정원과 현대차그룹의 '경안흥업' 지원
2013년 여름, 국가정보원 댓글 공작사건을 규탄하는 촛불집회가 매주 열리자 경우회가 촛불 집회 참가자들을 종북 세력이라 비난하며 맞불집회를 열었다. 이에 대한 보답으로 당시 남재준 국정원장이 국정원에 경우회를 지원하도록 지시한 정황이 검찰 수사에서 확인됐다. 검찰 등에 따르면 남재준 전 국정원장은 2013년 10월 "경우회가 활동을 많이 하고 있는데, 빈사 상태에 있으니 지원 방법을 찾으라"고 이헌수 전 기획조정실장에게 지시한 것으로 드러났다. 남재준 전 원장의 지시 직후 이헌수 전 기획조정실장이 강남의 한 호텔에서 김용환 현대자동차그룹 부회장을 만나 경우회 지원을 요청했고, 세 달 뒤 현대자동차그룹은 현대제철 유럽공장에서 나오는 고철을 처리하는 과정에 경우회 자회사인 '경안흥업' 들어갈 수 있도록 수의계약을 맺는다. 직원이 두세 명에 불과한 '경안흥업'이 현대자동차그룹에서 받은 돈은 2년간 25억 원에 달한 것으로 드러났다. 이와 관련해 서울중앙지법 형사합의32부(성창호 부장판사)는 2018년 6월 15일 남재준 전 원장이 현대자동차그룹을 압박해 보수단체 경우회를 지원하게 한 부분에 대해 강요 혐의에 대해 유죄를 선고했다.

### 보수단체에 불법 정치자금 지원
서울중앙지검 특수2부(송경호 부장검사)는 구속된 구재태 전 재향경우회 회장이 대기업에서 지원받은 40억원 가운데 약 20억원을 불법 정치활동에 사용한 정황을 포착했다. 구재태 전 경우회 회장은 2015년 10월 출범한 '국회개혁 범국민연합'의 운영 등에 관련한 비용으로 16억원을 사용한 것으로 드러났다. 이 단체는 2012년 개정된 국회법(국회선진화법)의 폐기를 주요 개혁과제로 제시하며 국회를 압박하고 정부를 지지하는 시위나 보수일간지 광고, 서명운동 등을 했다. 당시 국회에서는 정부·여당이 노동 관련 법안과 경제활성화법, 테러방지법, 북한인권법 등 주요 쟁점 법안들을 밀어붙였다. 하지만 국회선진화법이 직권상정 요건의 강화 등을 규정한 터라 다수당이더라도 야당의 반대를 뚫고 이를 통과시키는 데 어려움을 겪었다. 이에 여당은 선거구획정안과 함께 쟁점 법안을 직권상정하자며 이를 거부하던 정의화 당시 국회의장을 압박하기도 한 것으로 드러났다.

### 사무실 전기료 무단 사용 논란
전직 경찰관출신들의 모임단체가 국가에 거액의 전 재산을 기부하고 쪽방에서 시한부 삶을 연명하고 있는 70대 노인에게 수십년간 사무실 전기사용료를 떠넘긴 사실이 알려져 파문이 일었다. 강원 화천군에 거주하는 손부녀 할머니의 남편인 故 장창기씨가 1974년 당시 경찰서 신축을 위해 부지확보에 어려움을 겪자 경찰이 옛 집터에 90여㎡의 주택을 지어주고 집터와 주택에 대해 조속한 시일 내 본인에게 등기 이전해 주겠다는 약속을 해와 이를 믿고 자신의 집터(1008㎡)를 비롯 경찰서 부지 5163㎡ 등 현 시가 50억원 대에 이르는 토지를 국가에 기부했다. 이 같은 약속은 40여년이 지난 현재까지 이뤄지지 않았고 가족들이 개·보수해 살게 해달라고 해당 경찰서에 요청했지만 국가 재산이므로 함부로 개·보수 할 수 없다며 거절, 지금까지 한 겨울에는 욕실 변기가 얼어붙는 등 어려운 생활을 하고 있는 실정이다. 그러나 전직 경찰관들로 구성된 법정단체인 대한민국재향경우회 화천군지회는 1980년대 중반부터 손 할머니가 거주하고 있는 주택 절반 이상을 국가의 재산이라며 사무실로 사용해오고 있다. 이로 인해 손 할머니는 90여㎡(30여평) 중 절반 이상을 경우회 사무실로 내주고 30여㎡(10여평) 남짓한 쪽방에서 정부에서 나오는 정부에서 나오는 30여 만원의 생활보호지원금으로 힘겨운 생활을 하고 있다. 하지만 경우회 화천군지회는 25여년간 사무실로 사용해오면서 지금까지 전기 및 수도사용료를 한 푼도 내지 않고 손 할머니에게 떠넘긴 것으로 알려졌다. 현재 이 건물에서 사용하고 있는 전기요금은 매월 2만원에서 4만원에 이르고 있어 이들 단체가 손 할머니에게 떠 넘긴 전기 및 수도사용료는 지금까지 1000여 만원을 훨씬 웃돌 것으로 예상되고 있다. 또 가족들에 따르면 한 해 겨울에는 전기료가 20만원을 웃돈 적이 있다고 밝혀 이들 단체가 한 겨울 손 할머니의 전기료 부담은 아랑곳하지 않고 전기를 사용한 것 아니냐는 의혹과 함께 도덕성 문제까지 제기되고 있다. 공분이 일자 이에 화천군지회 관계자는 "지금까지 할머니의 집을 사무실로 사용한 것은 사실"이라며 "그러나 사무실을 별로 이용하지 않아 전기 및 수도사용료를 납부하는 것을 잊었다"고 해명했다.

## 같이 보기
- 대한민국의 경찰
- 재향군인회
- 재향소방동우회